# 1984年夏季残疾人奥林匹克运动会美国代表团
1984年夏季残疾人奥林匹克运动会美国代表团是美国派出的1984年夏季残疾人奥林匹克运动会代表团。获得137枚金牌、131枚银牌和129枚铜牌。